# Порошин Семен Андрійович
Семен Андрійович Порошин (28 січня 1741, Кунгур — 12 вересня 1769, Охтирка) — російський публіцист, мемуарист, письменник, один з вихователів цесаревича Павла Петровича. Щоденник, який він вів з 20 вересня 1764 по 31 грудня 1765 рр. не лише дає дорогоцінний матеріал для характеристики майбутнього імператора, але і взагалі є важливим джерелом для історії епохи.

## Біографія
Семен Андрійович Порошин народився 28 січня 1741 року в Кунгурі у дворянській родині.
Отримав виховання у Сухопутному шляхетському кадетському корпусі, при якому був залишений по закінченні курсу. У 1762 році був флігель-ад'ютантом Петра III і супроводжував дядька імператора, принца Георга, з Кенігсберга до Росії.
Після воцаріння Катерини II С. А. Порошин потрапив до числа постійних «кавалерів» при цесаревичу Павла Петровича, при якому і залишається до початку 1766 року як наставник з геометрії та арифметики. І Микита Панін, і Семен Порошин ставилися сумлінно і з любов'ю до справи виховання майбутнього імператора. При цьому саме Порошин завдяки своїй великій начитаності досяг переважний вплив на цесаревича.
На початку 1766 року С. А. Порошин був віддалений від посади вихователя; причини його видалення залишаються неясними. Можливо, що цьому сприяв факт ведення ним щоденника, в якому було записано інформацію про багатьох важливих особ, а також записані інтимні, а для багатьох і неприємні подробиці.  Про цей щоденник дізналася і сама імператриця. Приводом до видалення Порошина послужив «зухвалий» нібито вчинок його з графинею Анною Петрівною Шереметьєвою (згодом стане нареченою графа Паніна), що полягав, на думку деяких, у тому, що Семен Андрійович наважився посвататися до Анни Петрівни. У 1768 році Порошин був призначений командиром Старооскольського піхотного полку.
Семен Андрійович Порошин раптово помер 12 вересня 1769 року в місті Охтирка (нині Сумська область).

## Заняття письменством
С. А. Порошин був одним з освічених людей Російської імперії того часу. Рано виявивши схильність до літературних занять, Порошин брав діяльну участь у редактуванні академіком Герардом Міллером часопису «Щомісячні твори», де помістив ряд перекладних статей і дві оригінальні («Листи про порядок у навчанні наук»). У журналі «Праздное время на пользу употребленное», що виходив при сухопутному корпусі., С. А. Порошин також помістив ряд перекладів. Для Павла Петровича він готував твір під заголовком «Державний механізм».
«Записки» С. А. Порошина були вперше надруковані у 1844 році у Санкт-Петербурзі його онуком Віктором. Видано вдруге редакцією «Російської старовини» в 1881 році у виправленому і доповненому за новими рукописами вигляді.

## Твори
- Порошин С. А. Записки, служащие к истории Его Императорского Высочества благоверного Государя Цесаревича и великого Князя Павла Петровича, наследника престолу российского. — СПб.: «Типография Карла Крайя», 1844.
- Порошин С. А. Сто три дня из детской жизни императора Павла Петровича (Неизданная тетрадь Записок С. А. Порошина). 1765 год // «Русский архив». — М., 1869, № 1, с. 1-64.
- Порошин С. А. Собственноручное черновое письмо С. А. Порошина к графу Г. Г. Орлову от 15 апреля 1766 // «Російський архів». — М., 1869, № 1, с. 64-66.
- Порошин С. А. Письма Порошина к академику Миллеру // «Русский архив». — М., 1869, № 1, с. 72-74.
- Порошин С. А. Недописанный дневник обучения будущего императора Павла I, который вёл его учитель С. А. Порошин. — М.: «Фонд имени И. Д. Сытина», 1996.
- Порошин С. А. Записки, служащие к истории великого князя Павла Петровича // «Русский Гамлет». — М.: «Фонд Сергея Дубова», 2012.
- Порошин С. А. Записки, служащие к истории Его Императорского Высочества благоверного государя цесаревича и великого князя Павла Петровича. — М.: «Кучково поле», 2015.